# Obchod s aplikacemi
Obchod s aplikacemi, distribuční platforma nebo tržiště aplikací je systém pro digitální distribuci aplikačního počítačového softwaru, často pro mobilní zařízení. Aplikace poskytují specifické funkce, které podle definice nezahrnují běh samotného počítače. Složitý software navržený pro použití na osobním počítači může mít například související aplikaci navrženou pro použití na mobilním zařízení. Současné aplikace jsou obvykle navrženy tak, aby běžely na konkrétním operačním systému – jako je iOS, macOS, Windows, Android nebo HarmonyOS – ale v minulosti měli mobilní operátoři své vlastní portály pro aplikace a související mediální obsah.

## Základní koncept
Obchod s aplikacemi je jakýkoli digitální obchod určený k vyhledávání a kontrole softwarových titulů nebo jiných médií nabízených k elektronickému prodeji. Podstatné je, že samotný obchod s aplikacemi poskytuje bezpečné, jednotné prostředí, které automatizuje elektronický nákup, dešifrování a instalaci softwarových aplikací nebo jiných digitálních médií.
Obchody s aplikacemi obvykle třídí aplikace, které nabízejí, podle
- funkce poskytované aplikací (včetně her, multimédií nebo produktivity),
- zařízení, pro které byla aplikace navržena, nebo
- operačního systému, na kterém bude aplikace běžet.

Obchody s aplikacemi mají obvykle podobu internetového obchodu, kde mohou uživatelé procházet těmito kategoriemi, zobrazit informace o každé aplikaci (např. recenze nebo hodnocení) a získat aplikaci (včetně nákupu aplikace, je-li to nutné – nabízí se mnoho aplikací bezplatně). Vybraná aplikace je často nabízena jako automatické stažení, po kterém se aplikace nainstaluje. Některé obchody s aplikacemi mohou také obsahovat systém pro automatické odstranění nainstalovaného programu ze zařízení za určitých podmínek s cílem chránit uživatele před škodlivým softwarem.

## Seznam distribučních platforem
- App Store (iOS/iPadOS)
- Google Play
- Amazon App Store
- Huawei AppGallery
- Microsoft Store
- Mac App Store
- Samsung Galaxy Store
- Ubuntu Software Center